# 三光丸

株式会社三光丸（さんこうがん、Sankogan Co., Ltd.）は、奈良県御所市今住にある、配置薬三光丸を製造・販売している日本の製薬会社。社名の由来は、同社が製造する和漢の胃腸薬「三光丸（さんこうがん）」に因む。

## 三光丸と米田氏
三光丸の創製は鎌倉時代末にさかのぼるとされ、当主の米田（こめだ）家には「『三光丸』の名を後醍醐天皇より賜った」という伝承がある。米田家は、鎌倉時代中期から戦国時代末にかけて南大和（現在の御所市・橿原市・高市郡）に勢力を伸ばした豪族越智氏（大和越智氏）の庶流であり、天正年間に越智氏が滅亡すると、他の有力な家臣団と同様、故地にとどまって帰農した。
同家はまた、農業の傍ら、三光丸をはじめとする家伝薬の製造を副業とした。このことは、越智氏隆盛の頃より米田氏が医薬を担当していたという伝承を裏付けている。
江戸時代に入り、越中国富山と前後して大和国でも配置売薬（いわゆる置き薬）が始められたが、江戸後期に入ると、三光丸の米田家は南大和の同業者を束ね、大和売薬発展の一翼を担った（参考：）。この頃、大和売薬は富山売薬に次ぐ勢力に成長し商圏を各地に広げていたが、幕末期に至り、各地で富山と大和の業者が競合し、値引き・中傷合戦を呈しはじめた。
慶応2年（1866年）、これを憂慮した三光丸の当主米田丈助（じょうすけ）は、越中国富山の総代3名、加賀領総代2名を招き、大和の売薬業者72名を集めて話し合い、業務協定を結んだ。その内容は『仲間取締議定書連印帳（なかまとりしまりぎじょうしょれんいんちょう）』に記され、それぞれの代表が一部ずつ保管した（大和の『連印帳』は三光丸クスリ資料館にて展示公開中）。
配置家庭薬（配置薬）をはじめとする医薬品の製造と販売は、現在も奈良県の主要な地場産業のひとつであり、医薬品の配置販売業も富山県に次いで盛んである。

## 沿革
- 1319年（元応元年） - この頃、紫微垣丸（しびえんがん）と名付けられた薬（三光丸の前身）が既につくられていた。
- 1336年（建武3年/延元元年） - 後醍醐天皇から“三光丸”の名を賜り、以後「紫微垣丸」から「三光丸」と改称する。
- 1550年（天文19年） - 山科言継（やましなときつぐ）が記した『言継卿記』には、「4月15日、西専庵へ三光丸を遣（つかわ）し、代十疋（ぴき）受け取る」など、三光丸に関する記述が多数見られる。
- 1573年-1582年（天正元年-天正10年） - この頃、織田信忠（織田信長の嫡男）に仕えていた越智小重郎（越智小十郎）が信忠に三光丸を飲ませ、「軍中第一の妙薬とせよ」との言葉を頂戴したという。
- 1589年（天正17年） - 越智氏が滅亡し、米田氏は故地にとどまり、三光丸などの家伝薬を作り伝える。
- 1673年（延宝元年） - 米田家の秋屋智園（法名；俗名不詳）が高野街道沿いの宿屋に三光丸を置き、販売を行う。
- 1690年（元禄3年） - 越中国富山で配置売薬がはじまる。
- 1772年（安永元年） - 米田文内が三光丸の配置販売を大和から伊勢、河内方面へ広める。
- 1818年-1829年（文政年間） - 三光丸の米田家を中心とする売薬業者が畿内に販路を拡大し、大和売薬の基礎を築く。
- 1866年（慶応2年） - 三光丸当主の米田丈助が富山売薬、加賀領売薬の代表を招いて話し合い、『仲間取締議定書連印帳』を作成、業務協定を結ぶ。
- 1894年（明治27年） - 三光丸の商標登録（日・月・星）がなされる。
- 1899年（明治32年） - 三光丸同盟会が発足し、『盟約書』が作成される。
- 1904年（明治37年） - 『盟約書』に代えて『三光丸同盟会規約書』を作成する。製造部門では、それまでの手作業から、石油発動機による製丸を開始、機械化が進む。
- 1913年（大正2年） - 朝鮮半島において三光丸の販売を開始する。
- 1933年（昭和8年） - 満州国において三光丸の販売を開始する。
- 1944年（昭和19年） - 「国家総動員法」にともなう企業整備が行われ、三光丸本店が葛村・掖上村の製薬会社とともに「大和共同製薬株式会社」に統合される。
- 1947年（昭和22年） - 終戦後の企業再編成により、三光丸本店が「株式会社三光丸本店」として再出発する。
- 1957年（昭和32年） - 自動充填機による三光丸の包装を開始する。
- 1985年（昭和60年） - 株式会社三光丸配置研修部を設立する。
- 1994年（平成6年） - 配置得意管理にコンピュータシステムを導入、顧客・在庫管理面で飛躍的な改善がなされる。
- 1999年（平成11年） - 三光丸同盟会創立百周年。「三光丸ライセンス講座」開始。クスリ資料館リニューアルオープン。記念誌『同盟人百年の軌跡』発刊。本店敷地内にモニュメントを設置。
- 2010年（平成22年）- 三光丸クスリ資料館リニューアルオープン。既存の2棟に加え、収蔵庫として利用していた建物を改築して企画展示室にした。
- 2012年（平成24年）- 4月1日より、関連会社として三光丸の配置販売を行っていた「株式会社三光丸配置研修部」と合併し、社名を「株式会社三光丸本店」から「株式会社三光丸」に変更した。

## 営業所
御所営業所、奈良営業所、秋田北営業所、秋田仙北営業所、福島営業所、新潟東営業所、沼津営業所、静岡営業所、四日市営業所、岐阜営業所、岡山営業所、福山営業所

## トピックス

### 偽薬対策
明治の頃から日本各地で三光丸の偽薬が数多く出回り、問題となっていた。1884年（明治17年）に商標条例が制定されると、すぐに三光丸の当主米田德七郎は「日・月・星」の商標登録願いを提出、偽薬対策を開始した。
当時、日本の民間薬や売薬に対する明治新政府の政策はたいへん厳しいものであり、このときには受理されなかったものの、10年後の明治27年（1894年）から商標登録が認められ、以後「三光丸」の名称や「五角形の包装形態（通称火打石型）」など、次々と商標登録、実用新案登録を行った。

### 三光丸同盟会
1899年（明治32年）、当時の本店当主米田德七郎虎義（寅義）は、三光丸の配置業者からなる販売組織を結成し、得意先の地域割りと卸段階での現金売買主義、商標厳守などを徹底させて販売力強化を図った。これまでの売薬行商における古い商慣習を打ち破る画期的な試みであり、現在配置業界で一般的に行われている帳主会、協同組合の嚆矢とされる。米田德七郎らはその後もさらに規約の整備を推し進め、1904年（明治37年）には組織名を「三光丸同盟会」とした。同会は、三光丸の配置販売組織として現在も機能している。

### 大相撲の懸賞幟（のぼり）
大相撲の平成8年春場所において、15日間の好取組に懸賞をかけた。以来、場所中は結びの一番に懸賞をかけることにしている。このとき土俵上を巡る懸賞幟は、横70cm、縦120cmで黄色地に黒色で「三光丸」の三文字のみを配したものである。なお、この黄色地に黒文字のみというデザインが目立つことからか、最近、同様の配色をほどこした幟が増える傾向にある。

### スポットCM
1970年（昭和45年）頃から、秋田放送、新潟放送、静岡放送、中部日本放送などで三光丸のスポットCMを放送開始（後に奈良テレビ放送も加わる）。現在放送中のCMは、三光丸の新マスコットキャラクターである忍者「さんこう丸（まる）」が、分身の術を使って30人に分かれ、三光丸の袋に入っていくというもの。

### 三光丸クスリ資料館
本店敷地内に2棟からなるクスリ資料館を開設、数千点におよぶ配置売薬に関する資料や古文書などを展示している。開館日時は平日の9:00 - 16:00、入館無料。